# Virológia

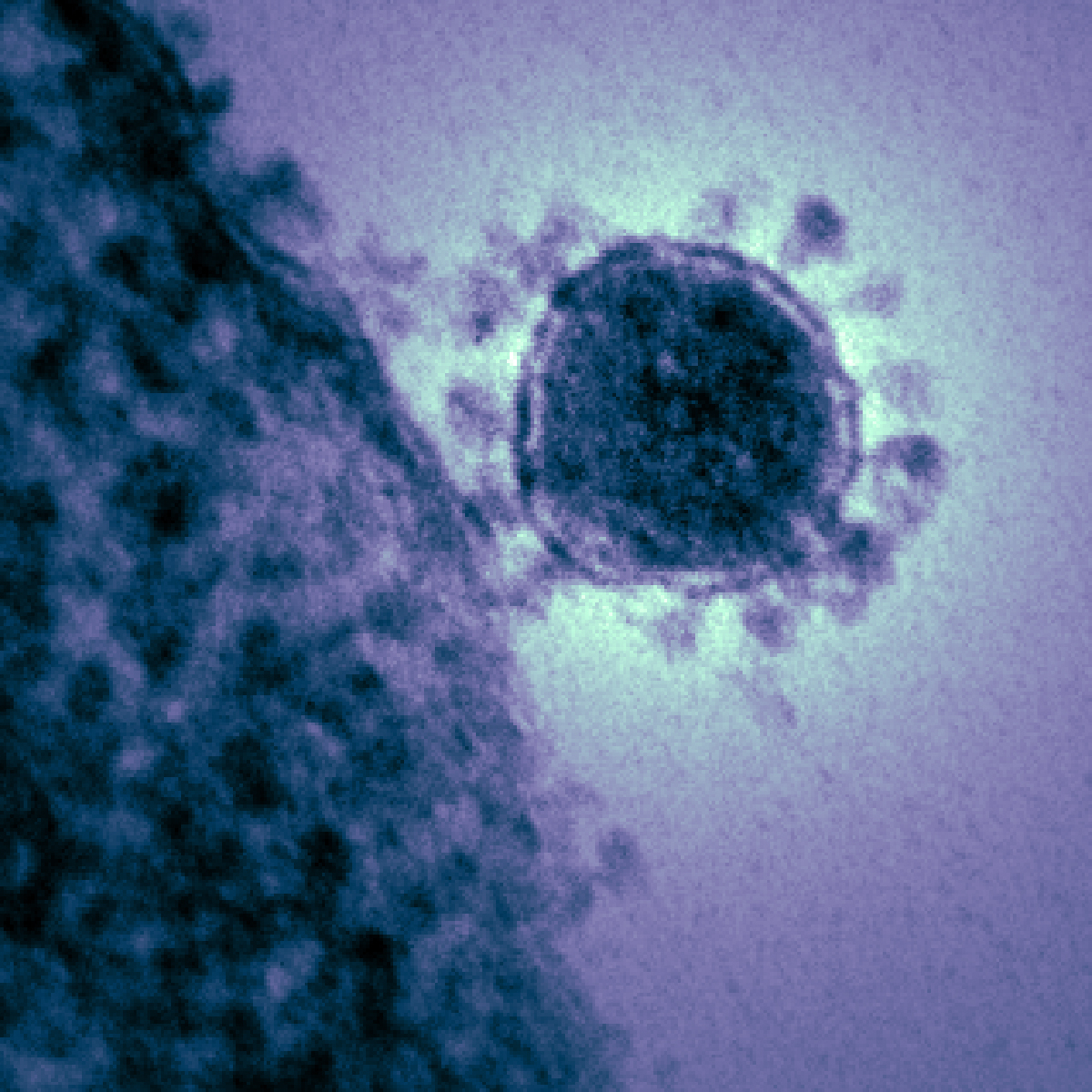
Koronavírus elektronmikroszkópban

A virológia a mikrobiológia egyik részterülete, a vírusokkal foglalkozó tudományág. A virológusok a vírusok szerkezetét, rendszertanát, törzsfejlődését tanulmányozzák, valamint azt, hogyan fertőzik meg a sejteket, hogyan lépnek kapcsolatba a gazdaszervezettel és annak immunrendszerével, milyen betegségeket okoznak; ezenkívül módszereket dolgoznak ki izolálásukra és tenyészetben való szaporításukra.
A virológiával foglalkozó szakorvos a virológus, aki a virológia területén élő szervezetek és ezek egymás közötti, illetve a környezettel szembeni kölcsönhatásainak tanulmányozásával foglalkozik, és az így szerzett ismereteket alkalmazza humán-egészségügyi és környezeti problémák megoldására. 

## A szó eredete
A virus latin eredetű szó, jelentése méreg. Fertőző betegségekkel kapcsolatban először 1728-ban használták.

## Története
Kínában már több ezer éve alkalmazták a himlőoltás egy korai formáját, amely azonban kockázatos volt és a beoltott személy kis eséllyel megkapta a feketehimlőt. 1717-ben Lady Mary Wortley Montagu Isztambulban tanúja volt a procedúrának és megpróbálta odahaza Angliában is elterjeszteni a módszert, de a társadalom ezt ellenállással fogadta. 1796-ban Edward Jenner kifejlesztett egy jóval biztonságosabb módszert és tehénhimlővel sikeresen immunizált egy fiatal fiút a feketehimlő ellen; ez a technika már gyorsan elterjedt. A 19. század során több vírusokozta betegség ellen készítettek vakcinát – például Louis Pasteur a veszettség ellen 1886-ban – de a fertőző ágens mivolta ekkor még ismeretlen volt. 

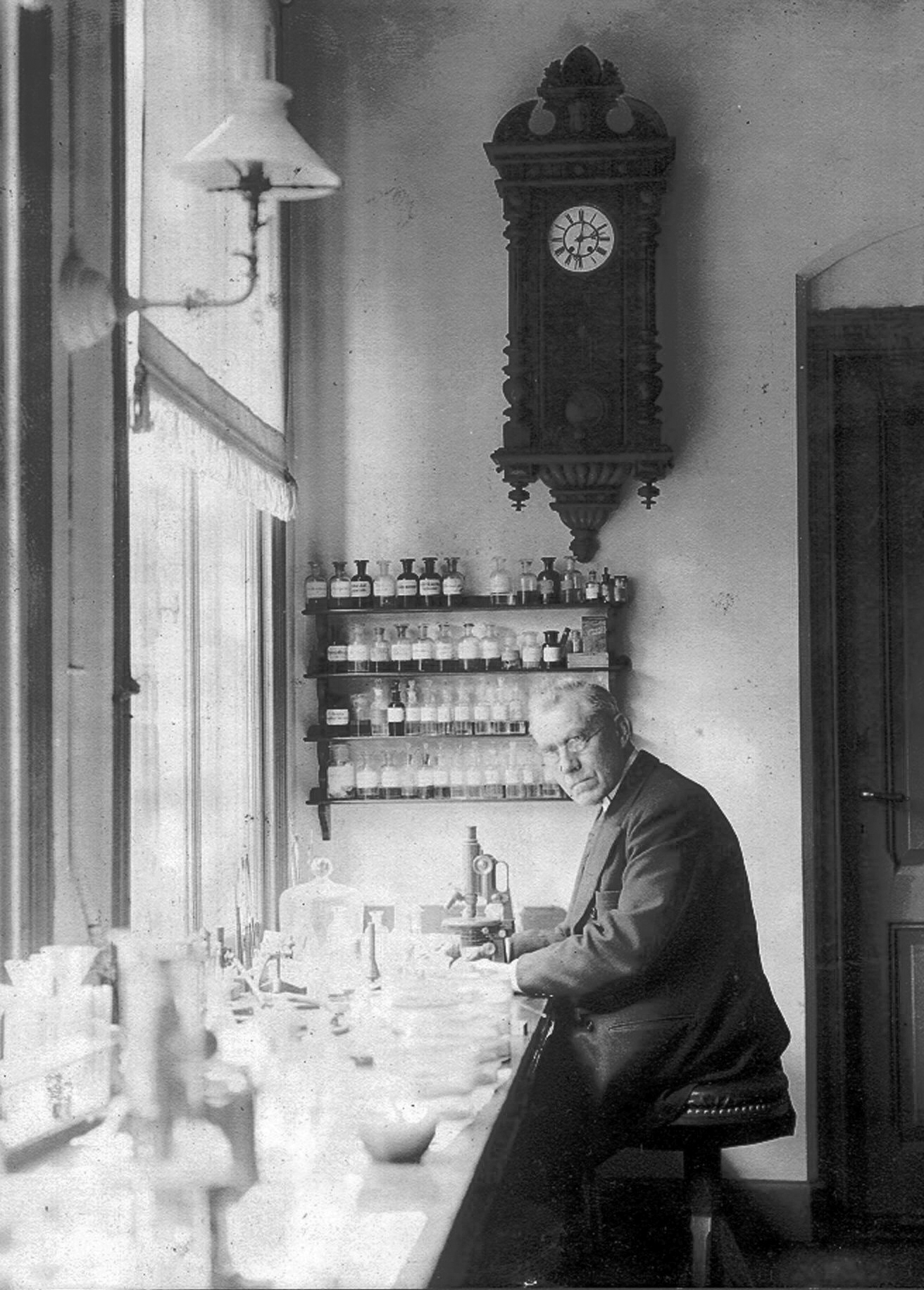
Martinus Beijerinck

1892-ben Dmitrij Ivanovszkij kimutatta, hogy a dohány mozaikos megbetegedése átvihető egyik növényről a másikra akkor is, ha a levélkivonatot a legkisebb ismert baktériumokat is megfogó szűrőn viszik át. 1898-ban Martinus Beijerinck megismételte Ivanovszkij kísérletét, de továbbment és egymás után több alkalommal is átvitte a betegséget a dohánynövényekre, a passzázsokkal bebizonyítva, hogy nem egyszerű méregről van szó, hanem olyan ágensről amely képes sokszorozni magát a növényekben. Beijerinck ezt az ágenst contagium vivum fluidumnak, élő, folyékony csírának nevezte, de nem volt tisztázott, hogy tényleg folyadékról vagy nagyon apró részecskékről van-e szó. Szintén ő alkalmazta rá a vírus kifejezést.
1903-ban merült fel először, hogy a vírusok tumort okozhatnak. 1908-ban Oluf Bang és Vilhelm Ellermann kimutatta, hogy a csirkék leukémiáját szűrhető vírus okozza, 1911-ben pedig Peyton Rous-nak sikerült csirkeszarkómát átvinnie egyik állatról a másikra. Rous elég hosszú ideig élt ahhoz, hogy 55 évvel később felismerjék munkája jelentőségét és orvostudományi Nobel-díjat kapjon. A Rous-szarkómavírusról később kiderült, hogy retrovírus és később számos rákokozó vírust leírtak.
1911-ben Frederick Twort (és tőle függetlenül Felix d'Herelle 1917-ben) felfedezte, hogy a baktériumoknak is megvannak a maguk vírusai, amelyeket bakteriofágoknak nevezett el. Mivel baktériumokat könnyen lehetett laboratóriumban tenyészteni, ez jelentős ugrást jelentett a virológiai kutatások fejlődésében.
Az első világháború végén, 1918-ban kitört a spanyolnátha-járvány, melynek többen estek áldozatul, mint magának a háborúnak. Kórokozója először ismeretlen volt, francia kutatók fedezték fel 1918 végén, hogy a betegséget a Koch-posztulátumokat teljesítő "szűrhető vírus" okozza.
1926-ban kimutatták hogy a skarlátért olyan baktérium felelős, amelyet egy bizonyos bakteriofág fertőzött meg.
Az állatbetegségeket okozó vírusok kutatását nagyon megnehezítette, hogy csak élő állatokban lehetett tenyészteni őket. 1931-ben kiderült, hogy az influenzavírus megtermékenyített tojásban is szaporodik és ez jelentősen megkönnyítette a vakcina előállítását: a módszert a mai napig alkalmazzák. 1937-ben Max Theilernek sikerült először tyúktojásban tenyésztenie a sárgaláz vírusát és s legyengített kórokozó segítségével olyan oltóanyagot állított elő, mellyel milliók életét mentette meg.

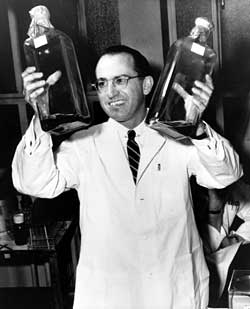
Jonas Salk, a poliovakcina előállítója

Az eredetileg fizikus Max Delbrück a harmincas években feltárta a vírusok (bakteriofágok) életciklusát; nem növekednek, hanem alkotórészeikből egy lépésben állnak össze, majd elhagyják a gazdasejtet. A vírusok, mint a legegyszerűbb élőlények nagyon fontos szerepet játszottak a molekuláris biológia kezdeti évtizedeiben. 1952-ben a Hershey-Chase kísérlet megmutatta, hogy a vírusfertőzéskor csak a DNS kerül be a sejtbe, a fehérjerész hátramarad, így az öröklődésért kizárólag a DNS felelős. Ugyanabban az éven írták le az egyik baktériumból a másikba fágok segítségével történő génátvitelt, a transzdukciót.
1949-ben sikerült először laboratóriumban tenyésztett sejtekben vírust – a gyermekbénulást okozó poliovírust – szaporítani. Az új technológia révén Jonas Salk elegendő kórokozóhoz jutott ahhoz, hogy kifejlessze a gyermekbénulás elleni első vakcinát; 1955-bn kiderült hogy az oltóanyag kellően hatásos.
Az Ivanonvszkij és Beijerinck által kutatott dohánymozaikvírust Wendell Stanley 1935-ben kristályosította és elvégezte elektronmikroszkópos vizsgálatát. Néhány évvel később a kristályokat röntgendiffrakciós analízisnek vetették alá, és az eredmény alapján 1955-ben Rosalind Franklin következtetni tudott a szerkezetére. Ugyanebben az évben Heinz Fraenkel-Conrat és Robley Williams kimutatta, hogy a dohánymozaik-vírus különálló fehérjéi és RNS-e spontán összeáll működőképes vírussá.
1963-ban Baruch Blumberg felfedezte a Hepatitisz B-vírust és vakcinát készített ellene.
1965-ben Howard Temin leírta az első retrovírust, melynek genomja RNS-ből áll, de DNS-sé íródik át, utána pedig beillesztődik a gazdasejt saját kromoszómájába. Az átírási műveletet a reverz transzkriptáz enzim végzi, melyet 1970-ben fedezett fel Temin és David Baltimore. Az első, embereket fertőző retrovírust Robert Gallo fedezte fel 1974-ben. Később kiderült, hogy a reverz transzkripció nem csak a vírusokra jellemző, az eukarióták genomjának 10-40%-át is retrotranszpozonok alkotják.
A 70-es évekig nem volt tisztázott, hogy a tumort okozó vírusok hogyan okoznak rákot. Az általános vélemény szerint speciális onkogénekkel rendelkeznek, ami kiváltja a sejtek kontrollálatlan szaporodását. Michael Bishop és Harold Varmus fedezte fel 1975-ben, hogy a Rous-szarkómavírus onkogénje nem virális eredetű, hanem az egészséges csirkékben is előfordul, a vírus csak folyamatosan aktivált állapotban tartja.
1976-ban tört ki az első Ebola-járvány.
1977-ben Frederick Sanger elkészítette egy organizmus, a PhiX 174 bakteriofág első teljes DNS-szekvenciáját. Ugyanebben az évben Richard Roberts és Phillip Sharp kimutatta hogy az adenovírus génjeiben nemkódoló szakaszok, intronok vannak. Később kiderült, hogy az intronok szinte valamennyi eukarióta génre is jellemzőek.
1979-ben a WHO bejelentette, hogy sokéves kampányának eredményeképpen a feketehimlőt sikerült kiirtani.

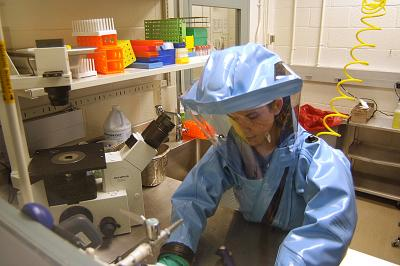
Ebola-vírussal dolgozó kutató

1981-ben jelentették az első AIDS-beteget. Két évvel később Luc Montagnier, Françoise Barré-Sinoussi és Robert Gallo felfedezték a kórokozóját, a HIV-et. A járvány tanulmányozására és visszaszorítására hatalmas összegeket áldoztak és nemsokára HIV lett a legjobban ismert vírus. 1994-ben leírták az AIDS-betegekben gyakran előforduló tumor, a Kaposi-szarkóma okozóját, a humán herpeszvírus 8-at. A 90-es években kidolgozott antivirális terápiának köszönhetően a fejlett országokban az AIDS-halálozások meredeken csökkentek.
Az új molekuláris klónozási eljárásokkal 1987-ben azonosították a Hepatitisz C-vírust és az ennek alapján készített szűrőtesztekkel jelentősen visszaesett a vérömlesztések utáni hepatitiszes esetek száma.
A 80-as években kezdődtek meg a génterápiás kísérletek, melyekben retrovírusokat használtak vektornak. A vírusok saját génjeit kivágták, így nem tudtak szaporodni, de arra alkalmasak voltak, hogy a genetikai betegségben szenvedő páciens kromoszómáiba eljuttassák elromlott génjének egészséges változatát. Az egérkísérletek után a klinikai tesztek 1989-ben kezdődtek, amelyek azonban szerény eredménnyel jártak. A 90-es években különböző módszereket próbáltak ki, azonban a teszteket jelentősen visszavetette, amikor a 18 éves Jesse Gelsinger egy adenovirális vektor bevitele után sokkszerű immunválasza miatt meghalt.
2002-ben bejelentették, hogy laboratóriumban előállították az első szintetikus organizmust, egy poliovírust. 7741 nukleotidból álló RNS-genomjának szintetizálása mintegy két évig tartott. 2003-ban egy gyorsabb módszerrel mindössze két hét alatt elkészítették a PhiX 174 bakteriofág 5386 bázisos genetikai anyagát.
2003-ban felfedezték a mimivírusokat, amelyek több száz gént tartalmaznak és méretük vetekszik a kisebb baktériumokéval.
2005-ben az áldozatok megmaradt testszöveteiből sikerült rekonstruálni összeállítani az 1918-as spanyolnátha kórokozójának nukleinsav-szekvenciáját. A H1N1 típusú influenzavírust ezután megszintetizálták és laboratóriumban életképesnek bizonyult. 2009-ben egy másik H1N1 változat, az ún. sertésinfluenza okozott kisebb világjárványt.
1985-ben Harald zur Hausen kimutatta, hogy a méhnyakrákos esetek nagy részét a humán papillómavírus néhány törzse okozza. 2006-ra ezek ellen hatékony vakcinát állítottak elő.
2008-ban felfedezték az első olyan szatellita vírust (olyan vírus, amelyik önmagában nem képes szaporodni, hanem abban egy másik vírus segítségére szorul), amelyik gátolja a segítő vírus szaporodását. A bakteriofágok mintájára virofágnak nevezték el.
2014-ben 30 000 éves fagyott szibériai talajmintából izolálták az addig ismert legnagyobb vírust, a legkisebb eukarióta szervezetnél is nagyobb Pithovirust.

## Virológiai folyóiratok
Virológiával foglalkozó tudományos folyóiratok (a cikkeik idézettségének sorrendjében
- Reviews in Medical Virology
- Journal of Virology
- Current Opinion in Virology
- Retrovirology
- Journal of Clinical Virology
- Virology
- Journal of General Virology
- Viruses

## Neves magyar virológusok
- Balázs Ervin (növényvirológus)
- Horváth József (növényvirológus)
- Koch Sándor
- Nász István

## Fordítás
- Ez a szócikk részben vagy egészben  a   Virology című angol Wikipédia-szócikk ezen változatának fordításán alapul.  Az eredeti cikk szerkesztőit annak laptörténete sorolja fel. Ez a jelzés csupán a megfogalmazás eredetét és a szerzői jogokat jelzi, nem szolgál a cikkben szereplő információk forrásmegjelöléseként.